# Cukorgyártás

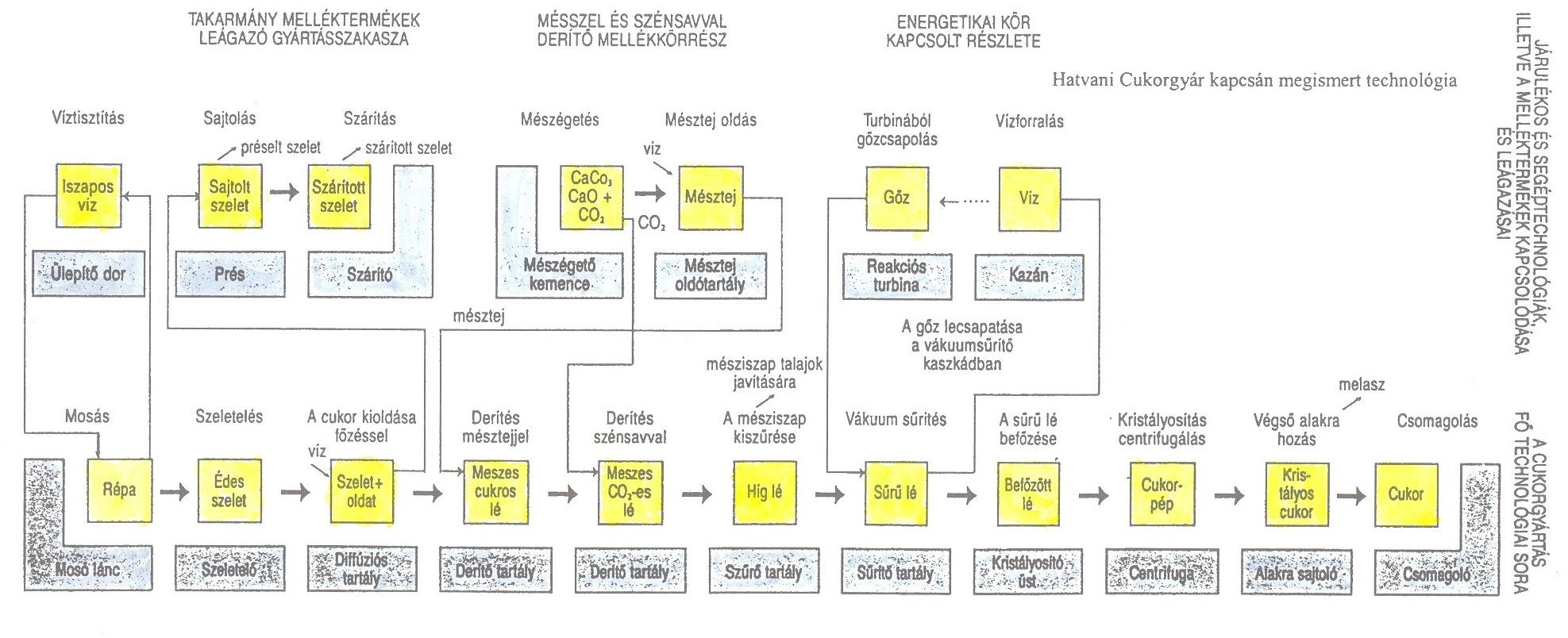
A cukorgyártás műveletsora a Szerencsi Cukorgyárban.

A cukorgyártás fontos hazai technológia. A cukorgyártás lényege egyszerű: a répát fölszeletelik, sejtjeiből a cukrot meleg vízzel kioldják, majd a cukros levet besűrítik és belőle a cukrot kikristályosítják. A folyamatban a víz fontos segédanyag, mert szerepe van az anyagszállításban, a cukor kioldásában és hőmérsékletével energiahordozó és energiaközvetítő is.

## Részletes műveleti sorrend
Kövessük nyomon a cukorgyártás technológiáját a répa mosásától kezdve. A szállítmányok a cukorgyárba kerülve lemérésre kerülnek, mintát is vesznek a répából, hogy a cukortartalmát ellenőrizzék. A cukorrépát ezután prizmába rakva tárolják a cukorgyár udvarán, s csak a gyártás megkezdésekor kerül az anyag-átalakító műveleti pályára a répa.

### Első művelet a mosás
A beérkező répa nagy tömegben, ömlesztve mozog és a mosás már a vagonokból történő kirakásnál megkezdődik, nagynyomású vízsugárral. A vízáramba kerülő répa mellett a föld, kő, fa és egyéb szennyezéseket is föl kell fogni, ezért a mosás művelete, mint a többi művelet is, összetett. A mosóláncon a répa + víz elegyet előbb a gravitációs lejtés, majd nagynyomású kompresszor által mozgatott víz viszi előre. A mosás végén a répától elválasztják az áramló vizet. A répát szállítószalag viszi a szeletelőbe, a szennyvíz pedig tisztításon esik át, majd visszakerül a mosóvíz körforgásába.

### Második művelet a répa fölszeletelése
Maga a szeletelés művelete (nevezik ezt gyalulásnak is) elvben ugyanaz, mintha tököt, uborkát, retket szeletelnénk a háztartásban, itt a cukorgyárban ez a művelet nagy mennyiségre és folytonos üzemre tervezett gépen történik. A hullámos élű szeletelő kések egy henger alján elhelyezkedő tárcsára vannak fölerősítve. A tárcsa nagy sebességgel forog és az aláereszkedő répát fölszeleteli. A hengerben fölülről beadagolt répa a súlyával nyomja a forgó késsorhoz az alul elhelyezkedő répát. A fölszeletelt répa gumihevederes szállítószalagra hull, amely a répaszeleteket a következő műveleti helyre szállítja.

### Harmadik művelet a cukor kioldása
Itt egy második vízkörbe lép be a répa. A mosás külső vízköre után ez a belső cukorgyári vízkör. A második vízkörben először meleg vízben áztatják a répaszeleteket, hogy a cukor a sejtek falán át oldatba menjen (diffúzió). A művelet helye a diffúziós tartály. A műveletből távozó répaszeletet előbb kipréselik, mert a laza szerkezetű anyag még sok cukros oldatot tart magában. A préselt szelet is értékes takarmány, amelyet folyamatosan elszállítanak. A kipréselt répaszelet egy része szárítóba megy, ahol a hosszabb tárolásra kiszárított szeletet készítik belőle.

### Negyedik művelet a derítés
E művelet során a cukros oldatban lévő szennyeződések kicsapatása, derítése (mésztejjel) és megkötése (szén-dioxiddal) történik. Ezeket a műveleteket is nagyméretű tartályokban végzik. A derítés első lépésében mésztejet adagolnak az oldathoz. A Ca(OH)2 reakcióba lép a szennyeződésekkel.

### Ötödik művelet a szennyeződések kicsapatása
Ebben a műveletben szén-dioxidot (CO2) adagolnak az oldathoz. Az oldatba vezetett szén-dioxid a kalcium-hidroxiddal (Ca(OH)2) reakcióba lépett szennyezések kalcium-karbonáttá (CaCO3) csapódnak ki. A keletkezett csapadék azután majd szűréssel leválasztható. A meszet és a szén-dioxidot is mészkő hevítésével (a hagyományos mészégetéssel) állítják elő, külön üzemben, a cukorgyárhoz tartozó mészégetőben.

### Hatodik művelet a mésziszap kiszűrése
E műveletet során a derítésnél keletkezett mésziszapot kiszűrik az oldatból. Ezt a műveletet szűrőprésen végzik. A szennyezők kiszűrésével létrejön a híglének nevezett cukros vizes oldat.

### Hetedik művelet a vákuumos sűrítés
A híglét gőzzel fűtik föl (ezt a cukorgyárhoz kapcsolódó hőerőműből vezetik oda). A forró oldat alacsony nyomású térbe kerülve hatékonyan párologtatja el víztartalma egy részét. A művelet végterméke a sűrűlé.

### Nyolcadik művelet a sűrű lé befőzése
A sűrű lé befőzése hatalmas tartályokban történik. A főzés további vízvesztéssel jár és a művelet végén a cukoroldat telítetté, kristályosításra alkalmassá válik.

### Kilencedik művelet a kristályosítás és a centrifugálás
A sűrű, telített cukros oldatban lévő kristályokat kicentrifugálják. A centrifuga itt lyukacsos felületű forgó acélhenger. A sűrű cukorpép a centrifugába kerülve részben lehűl, a folyadékrész eltávozik a lyukacsos felületen és további besűrítésre kerül. A felületen fönnakadó kristálycukor szemcsék aláhullanak, ahol hatalmas tepsikben fölfogják. A többször végzett besűrítés (háromszor) végén visszamaradó oldat a melasz, amit szintén hasznosítanak édesség-készítményekben (régen), vagy takarmányozásban.

### Tizedik művelet az alakadás
A létrejött aprókristályos anyagot a termékekre jellemző alakra formálják. Régen készült süvegcukor is belőle. Ma leginkább kockacukorrá sajtolják össze, vagy porcukorrá finomítják. A termelés legnagyobb része azonban kristálycukor formájában marad.

### Tizenegyedik művelet a végtermékek becsomagolása
A kristálycukor kilós és ötvenkilós csomagokba kerül. A kockacukor pedig félkilós vagy egykilós dobozokba (mokkacukor).

## Magyar cukorgyártás
Egyetlen működő cukorgyár: a kaposvári. Átlagosan napi 7200 tonna cukorrépát dolgoznak fel.

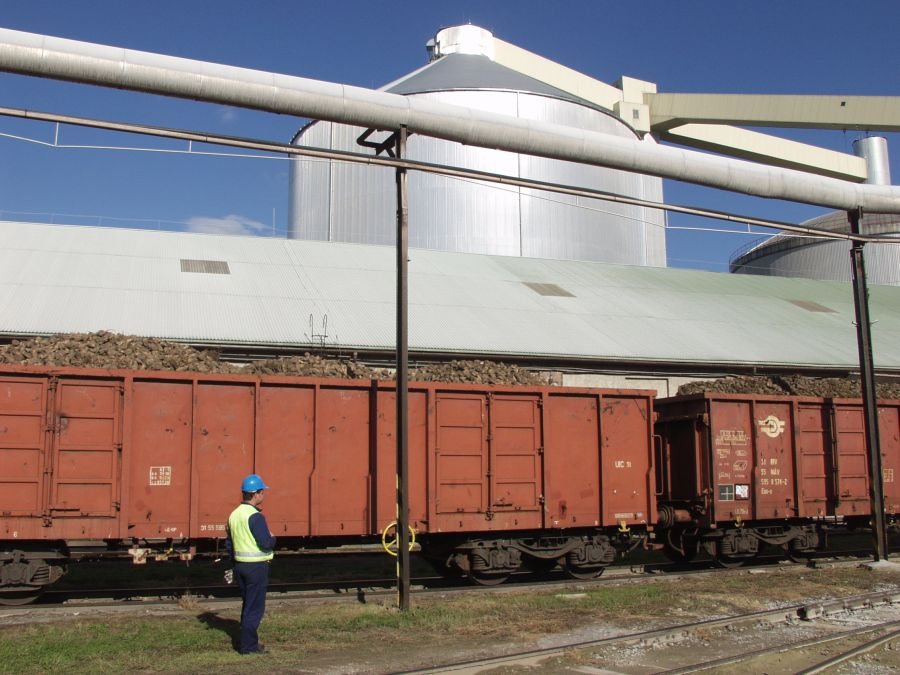
Cukorrépa szállítása
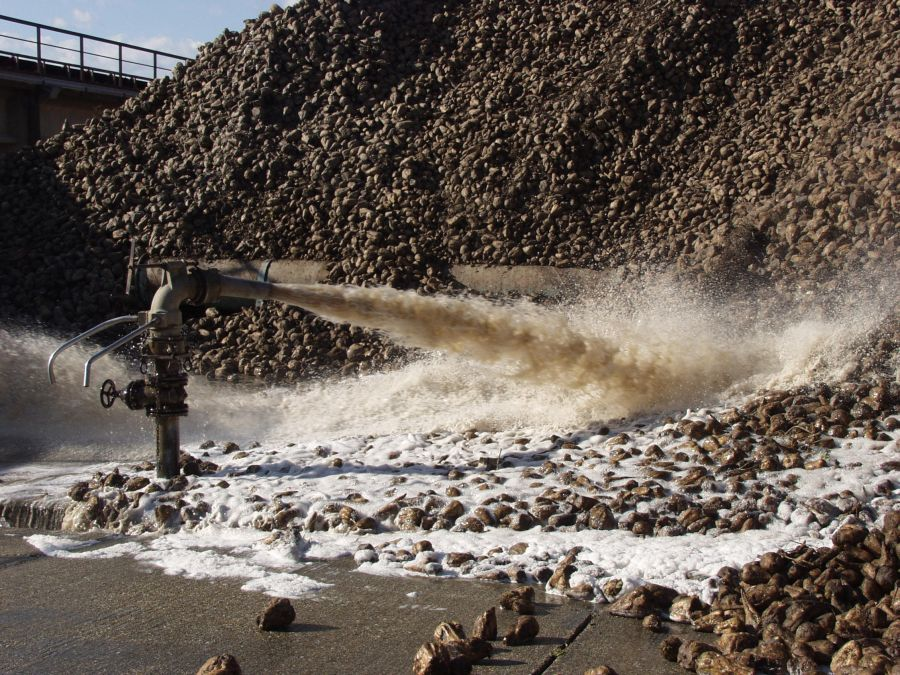
Cukorrépa mosása
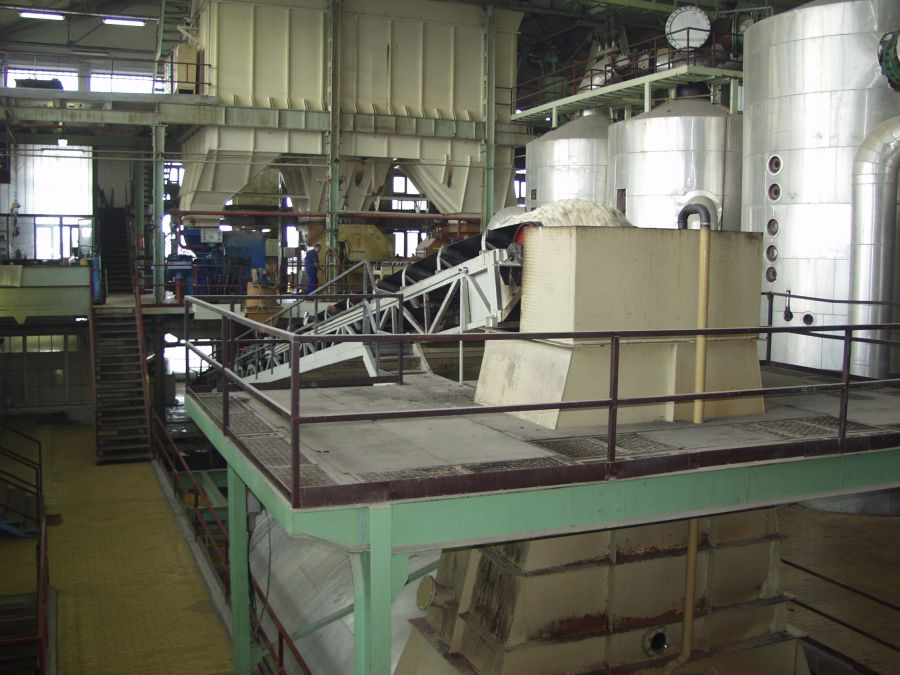
Répaszelet szállítása
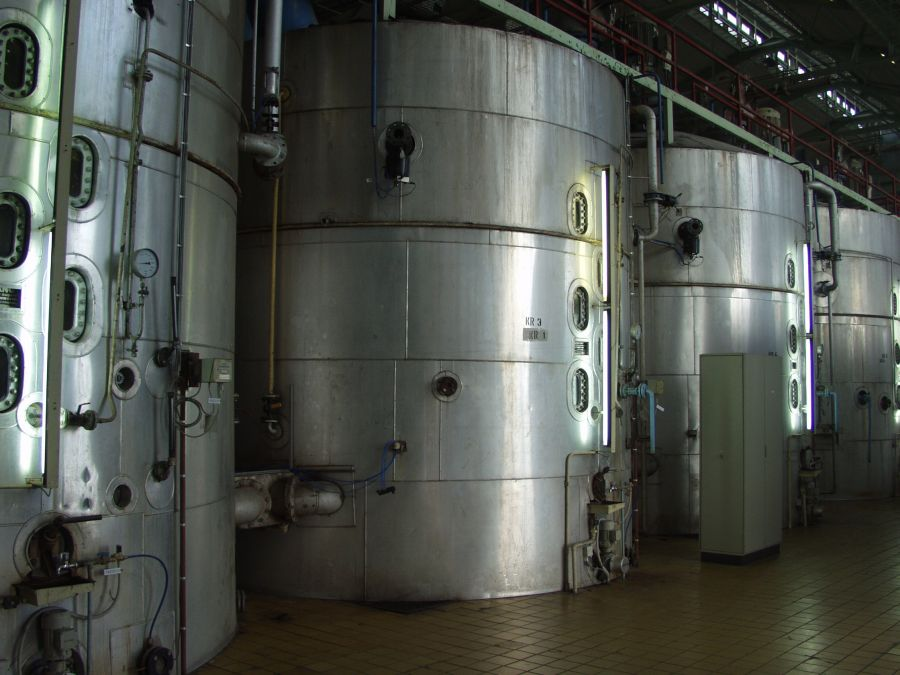
Répaszelet főzése
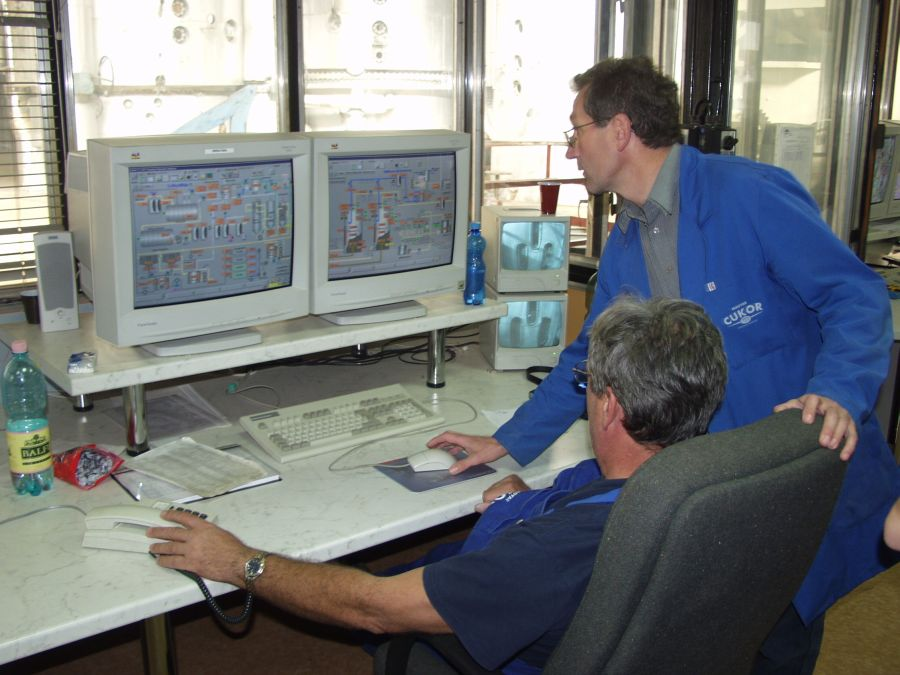
Folyamatirányítás
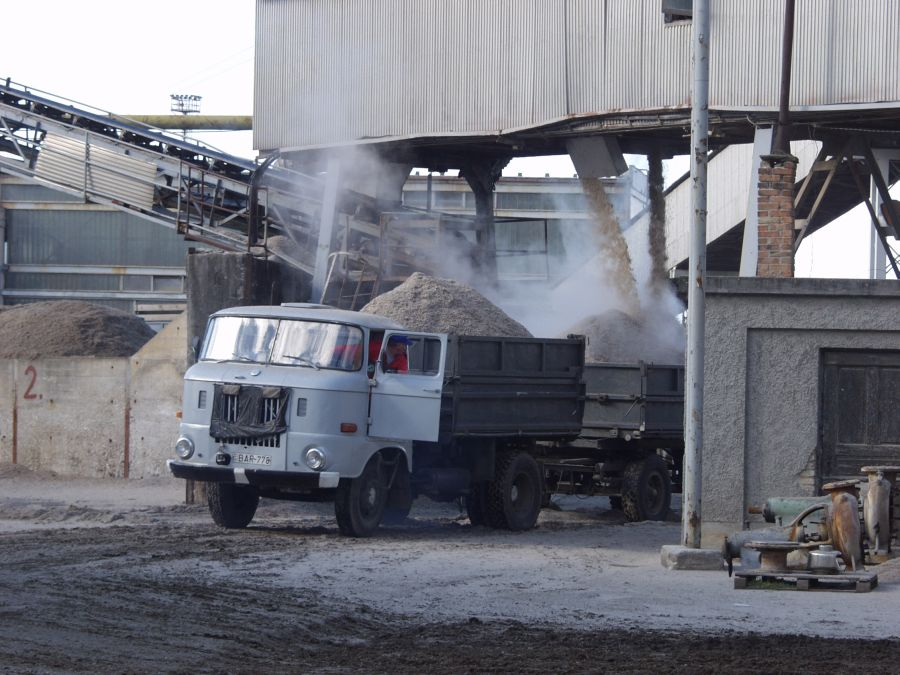
Répaszelet kiszállítása
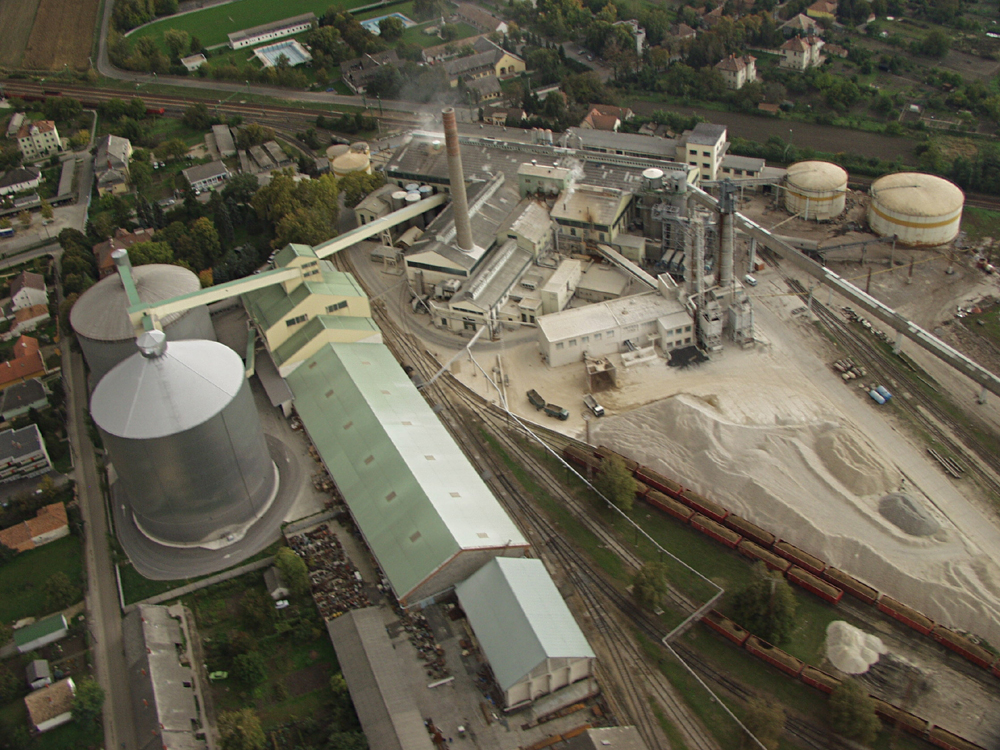
Petőházi cukorgyár
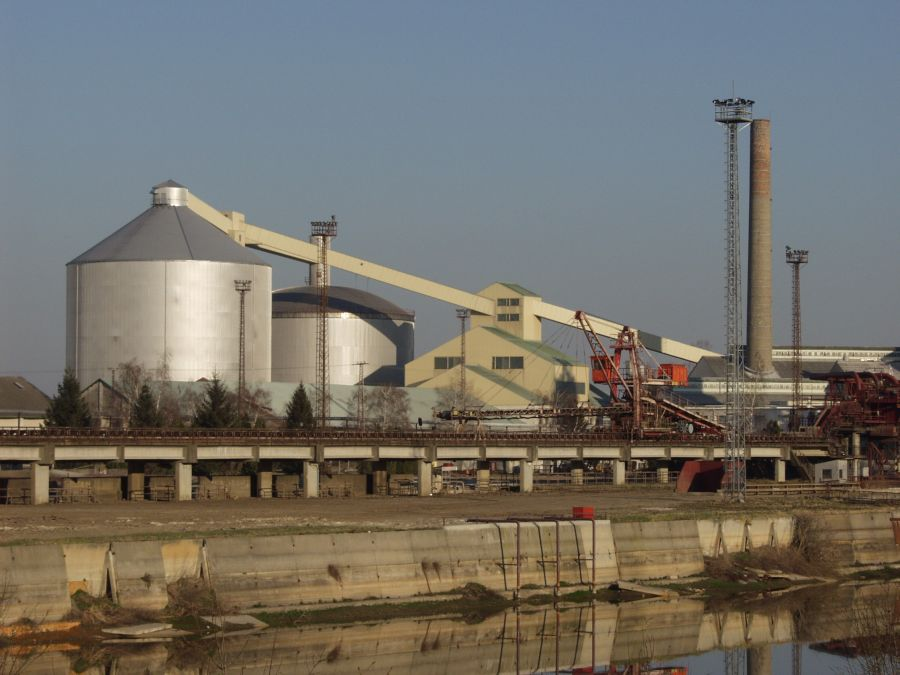
Petőházi cukorgyár
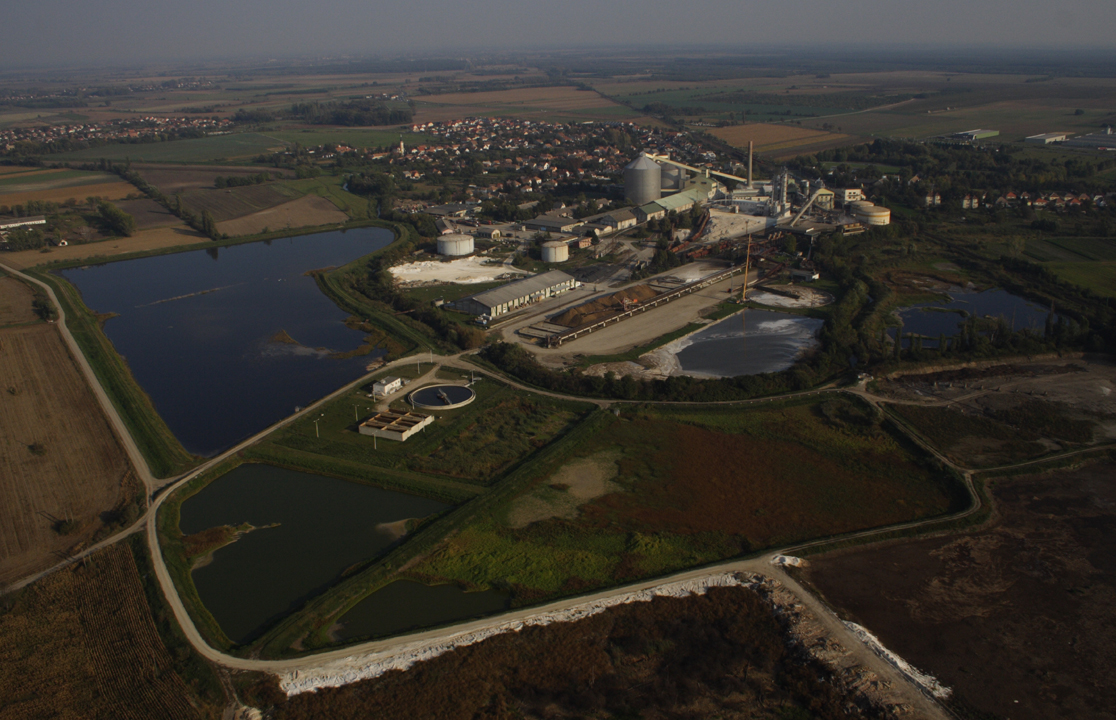
Petőházi cukorgyár ülepítőtavai